# Andrew Ilie
Andrew Ilie (* 18. April 1976 in Bukarest, Rumänien) ist ein ehemaliger australischer Tennisspieler.

## Leben und Karriere
Andrew Ilie ist in Bukarest geboren. Seine Familie floh mit ihm, als er 10 Jahre alt war. Sie verbrachten danach ein Jahr in einem Flüchtlingslager in Österreich, bevor sie nach Australien auswandern durften.
In Australien konnte Ilie sein Tennistalent weiterentwickeln. 1994 erreichte er das Finale der Australian Open auf der Junioren und beendete das Jahr als Nummer 8 der Junior-Weltrangliste.
1995 machte er das erste Mal international auf sich aufmerksam, als er bei den French Open die Nummer 15 Richard Krajicek in der 2. Runde aus dem Bewerb warf. Bis zum Ende des Jahres konnte er die Challengerturniere in Lillehammer und Perth gewinnen. 1998 gelang ihm der wirkliche Durchbruch, als er seinen ersten Turniersieg in Coral Springs auf der ATP Tour feiern konnte. Ilie verbesserte sich innerhalb eines Jahres von Rang 473 auf 59 in der ATP-Weltrangliste.
In den folgenden Jahren verbesserte sich Ilie zwar nicht entscheidend in der Weltrangliste, erwarb sich aber vor allem beim australischen Publikum Sympathien für seine teils unglaublichen Schläge in Bedrängnis. Jon Wertheim, ein australischer Sportjournalist, nannte ihn einen „aufkommenden Kultspieler“. Das französische Publikum begeisterte er, indem er sich nach einem Fünf-Satz-Sieg gegen Jonas Björkman das Shirt vom Leib riss. Dieses Ritual wiederholte er nach einem weiteren knappen Fünf-Satz-Sieg gegen Martín Rodríguez in der 2. Runde. Erst Dominik Hrbatý konnte den Australier in der dritten Runde bei den French Open 1999 stoppen – abermals in 5 Sätzen.
2000 gewann er das Turnier in Atlanta und erreichte in St. Pölten das Finale, wodurch er sein Karrierehoch von Rang 38 erreichte. Ab 2001 ließen die Leistungen von Ilie, auch bedingt durch Verletzungen, insbesondere durch eine Schambeinentzündung, nach. Trotz nachlassender Leistungen wurde er 2002 in die australische Davis-Cup-Mannschaft gegen Argentinien im Februar 2002 berufen. Dort hatte er auf Sand aber gegen die Sandplatzspezialisten Gaudio und Chela keine Chance.
2004 beendete er seine Karriere und siedelte mit seiner Frau nach Hongkong über.

## Erfolge
| Legende                       |
| Grand Slam                    |
| Tennis Masters Cup            |
| ATP Masters Series            |
| ATP International Series Gold |
| ATP International Series (2)  |
| ATP Challenger Tour (5)       |

| ATP-Titel nach Belag |
| Hartplatz (0)        |
| Sand (2)             |
| Rasen (0)            |
| Teppich (0)          |

### Einzel

#### Turniersiege

##### ATP
| Nr. | Datum          | Turnier       | Belag | Finalgegner        | Ergebnis |
| --- | -------------- | ------------- | ----- | ------------------ | -------- |
| 1.  | 4. Mai 1998    | Coral Springs | Sand  | Davide Sanguinetti | 7:5, 6:4 |
| 2.  | 16. April 2000 | Atlanta       | Sand  | Jason Stoltenberg  | 6:3, 7:5 |

##### Challenger
| Nr. | Datum             | Turnier      | Belag     | Finalgegner           | Ergebnis      |
| --- | ----------------- | ------------ | --------- | --------------------- | ------------- |
| 1.  | 23. Juli 1995     | Lillehammer  | Sand      | Christian Ruud        | 6:3, 6:2      |
| 2.  | 17. Dezember 1995 | Perth        | Hartplatz | Michael Geserer       | 7:6, 6:4      |
| 3.  | 28. Juni 1998     | Biella       | Sand      | Jean-Baptiste Perlant | 6:7, 6:4, 6:4 |
| 4.  | 11. Juli 1998     | Ostende      | Sand      | Martín Rodríguez      | 6:2, 6:2      |
| 5.  | 30. April 2000    | Paget Parish | Sand      | Michal Tabara         | 4:6, 6:3, 6:2 |

#### Finalteilnahmen
| Nr. | Datum        | Turnier    | Belag | Finalgegner  | Ergebnis      |
| --- | ------------ | ---------- | ----- | ------------ | ------------- |
| 1.  | 22. Mai 2000 | St. Pölten | Sand  | Andrei Pavel | 5:7, 6:3, 2:6 |